# 아름답고 푸른 도나우
《아름답고 푸른 도나우》(독일어: An der schönen blauen Donau)는 1867년 요한 슈트라우스 2세가 만든 왈츠이다.

## 탄생 배경
오스트리아는 1866년에 프로이센과의 전쟁에서 패배했고 그로 인해 오스트리아의 국민들 사이에선 우울한 분위기가 생기게 되었다. 그 우울함을 달래기 위해 빈의 남성 합창단에서는 쾌활하면서도 애국적인 곡을 공연하기로 했고, 당시에 유명하던 오스트리아의 작곡가인 요한 슈트라우스 2세에게 합창곡을 의뢰했고, 그 결과로 1867년 2월에 이 작품의 초연이 이루어졌다. 가사는 합창단의 요제프 바일 (Joseph Weyl)이 썼는데, 초연 당시에 그리 좋은 반응을 받지는 못했다. 이후 같은 해에 열린 파리 만국박람회에서는 관현악곡으로 편곡한 것을 요한 슈트라우스 2세가 직접 공연했는데 이것이 호평을 받고 인기를 끌게 되었다.

## 악기 편성
- 목관악기: 플루트3 (3번은 피콜로 겸함), 오보에3, 클라리넷3, 바순3
- 금관악기: 호른4, 트럼펫3, 트롬본3, 튜바
- 타악기: 팀파니, 트라이앵글, 작은북, 큰북
- 현악기: 하프, 현악 5부